# Grallaricula ferrugineipectus
Grallaricula ferrugineipectus là một loài chim trong họ Grallariidae.